# 陳壯 (秦國)
陳壯（？—前310年），又作陳莊、陳狀，战国时期秦国的政治人物，在秦惠文王属下。
前316年，秦惠文王灭蜀，杀蜀王芦子霸王。前313年，貶蜀王更號為侯，以蜀王之弟公子通为蜀侯，命秦人陳壯为蜀国相。前311年，陳壯杀死蜀侯公子通，秦国派甘茂与司马错、张仪率军平定蜀地。前310年，秦武王誅杀蜀相陳壯。